# 卢氏盐商住宅
卢氏盐商住宅位于中国江苏省扬州市广陵区康山街22号、康山文化园旁，由江西盐商卢绍绪建于清光绪二十三年（1897），占地万余平方米，有房130余间，为扬州现存最大的盐商住宅，被誉为“盐商第一楼”。
建筑采用前宅后院的格局，南侧住宅共九进，分别为大门、照厅、大厅、二厅、女厅、楼厅（分前后两进）和附属用房（分前后两进），其中大门五间，照厅三间，其后各进厅堂均为七间，以当中三间为主厅，两旁作会客、读书之用，附属用房各五间。北侧为花园意园，内有长廊、盔顶六角亭、石舫、水池和曲桥等，园北为书斋（亦名“水面风来”旧馆），分为后厅和藏书楼各五间，藏书楼西侧有树龄百余年的紫藤一株。建筑在1949年后曾相继作为军管营房和工业厂房，1981年自照厅至女厅的四进毁于火灾，自2005年10月起历时半年重建，2006年5月作为景点兼饭店对外开放。
2013年3月，卢氏盐商住宅被列为全国重点文物保护单位。2014年，又被列为京杭大运河世界遗产点。